# Dickweiler
Dickweiler är en ort i Luxemburg.   Den ligger i distriktet Grevenmacher, i den östra delen av landet, 30 kilometer nordost om huvudstaden Luxemburg. Dickweiler ligger 314 meter över havet och antalet invånare är 111.
Terrängen runt Dickweiler är kuperad åt nordost, men åt sydväst är den platt.  Närmaste större samhälle är Echternach, 4,7 kilometer nordväst om Dickweiler. 
Omgivningarna runt Dickweiler är en mosaik av jordbruksmark och naturlig växtlighet. Runt Dickweiler är det tätbefolkat, med 550 invånare per kvadratkilometer.